# Кашутин, Василий Алексеевич
Васи́лий Алексе́евич Кашутин (1791 — 27 февраля 1842) — русский генерал-майор, участник Наполеоновских войн и покорения Кавказа.

## Биография
Родился в 1791 году в Эстляндской губернии.
Образование получил в 1-м кадетском корпусе.
В службу вступил в 1811 г. прапорщиком в Тенгинский пехотный полк; в 1822 г. произведён в майоры и назначен в Эриванский карабинерный полк, по производстве в 1830 г. в полковники был командиром Крымского полка, а в 1834 г. после присоединения последнего к Тенгинскому полку, возглавил его. 3 апреля 1838 г. был произведён в генерал-майоры и 25 ноября 1838 г. назначен командовать 1-й бригадой 20-й пехотной дивизии.
Большую часть своей службы Кашутин провел в многочисленных войнах: в 1812 г. сражался против нашествия Наполеона, в 1813—1814 гг. был в Заграничных походах, за отличие в сражении под Лейпцигом был награждён орденом св. Владимира 4-й степени с бантом.
В 1822 г. оказался на Кавказе, где многократно имел дела с горцами, в 1827—1828 гг. был в Персидском походе, в 1828—1829 гг. сражался против турок, за штурм Карса был награждён золотою шпагой с надписью «За храбрость». 1 января 1829 г. за отличие под Ахалцыхом был удостоен ордена св. Георгия 4-й степени (№ 4246 по списку Григоровича — Степанова).
Будучи командиром Тенгинского полка в 1834—1838 гг. провёл множество кампаний против горцев.
В 1834 г. за экспедицию к Геленджикской бухте награждён орденом св. Владимира 3-й степени, за кампанию следующего года — св. Станислава 2-й степени, ещё через год ему была вручены золотая табакерка с портретом государя императора и 3000 рублей.
Лучшей характеристикой его боевой деятельности являются четыре полученные им раны и тот факт, что большая часть чинов и все ордена до св. Станислава 1-й степени и Георгия 4-й степени включительно пожалованы ему за отличия в делах с неприятелем.
Умер 27 февраля 1842 года на даче возле города Керчь.

## Военные чины
- Прапорщик (23.02.1811)[1]
- Подпоручик (02.03.1812)
- Поручик (09.11.1812)
- Штабс-капитан (26.05.1816)
- Капитан (09.04.1818)
- Майор (17.11.1822)
- Подполковник (02.10.1827)
- Полковник (11.04.1830)
- Генерал-майор (03.04.1838)

## Награды
- Орден Святой Анны 4 ст. (1813)[1]
- Орден Святого Владимира 4 ст. с бантом (1813)
- Орден Святой Анны 3 ст. (1821)
- Орден Святой Анны 2 ст. (1827) за взятие Эривани
- Золотая шпага «За храбрость» за взятие Карса (1828)
- Орден Святого Георгия 4 ст. за отличие (01.01.1829)
- Императорская корона к Ордену Святой Анны 2 ст. (1829)
- Орден Святого Владимира 3 ст. с бантом (1835)
- Орден Святого Станислава 2 ст. (1835)
- Золотая табакерка с вензелем Имени Его Величества в три тысячи рублей (1837)
- Орден Святого Станислава 1 ст. (26.05.1839)